# 30100 Christophergo
30100 Christophergo è un asteroide della fascia principale. Scoperto nel 2000, presenta un'orbita caratterizzata da un semiasse maggiore pari a 2,5289099 UA e da un'eccentricità di 0,1823232, inclinata di 16,41777° rispetto all'eclittica.